# Josef Schmitt (Fußballspieler)

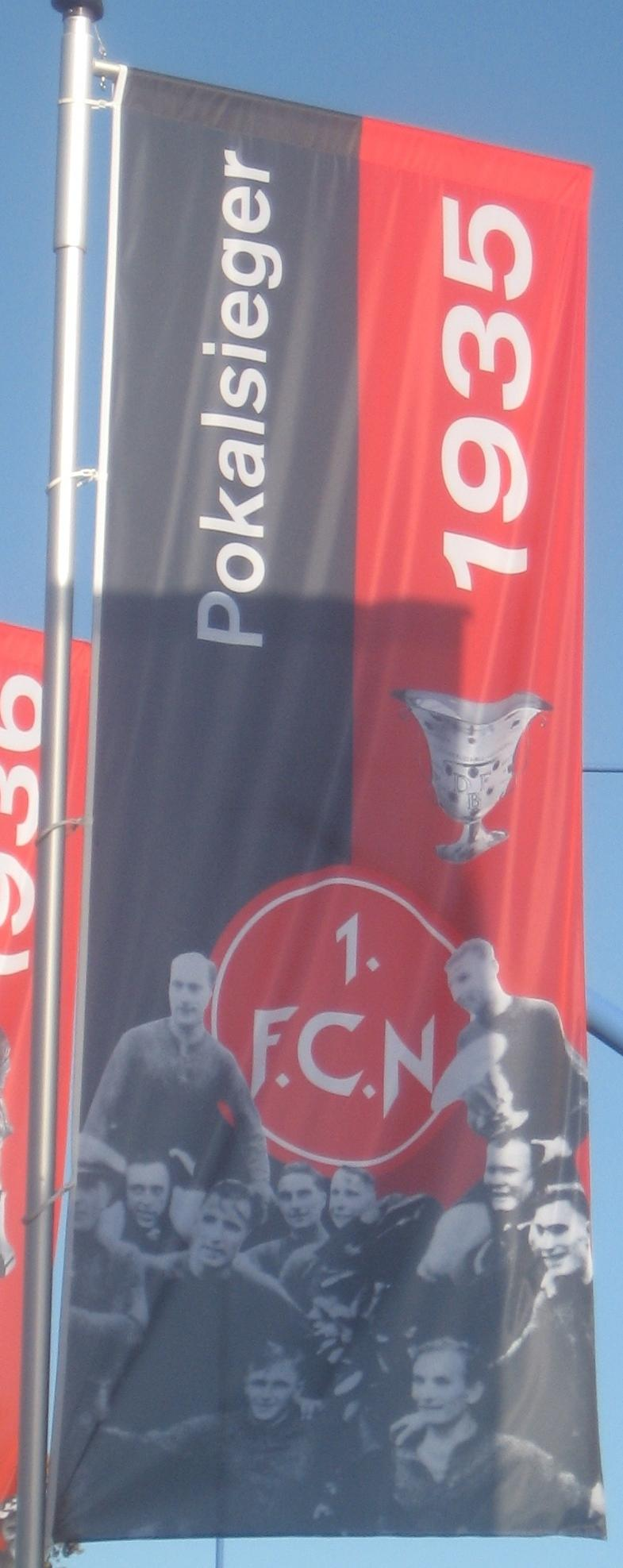
Konterfei Schmitts (mit Pokal)
auf einer Fahne am easyCredit-Stadion

Josef Schmitt (* 21. März 1908 in Nürnberg; † 16. April 1980), auch „Seppl“ gerufen, war ein deutscher Fußballspieler und -trainer. Der Offensivspieler hat mit dem 1. FC Nürnberg in den Jahren 1927 und 1936 die deutsche Fußballmeisterschaft und im Jahr 1935 den Tschammerpokal gewonnen. Er kam 1928 zweimal in der deutschen Fußballnationalmannschaft zum Einsatz.

## Karriere

### Verein
Seppl Schmitt war ein waschechtes Eigengewächs des Clubs. Als Entdecker seines Talentes gilt der englische Club-Trainer Fred Spiksley. Der zart gebaute Spieler, der mangelnde Robustheit mit perfekter Technik und Spielwitz auszugleichen wusste, debütierte 1926 als Mittelstürmer. Es war eines der grandiosesten Club-Spiele überhaupt. Es war in Hamburg im Juli 1926. „Der Rekordsieg des 1. FCN!“ titelte der Kicker. „Man mag es gar nicht niederschreiben – 9:1 für Nürnberg!“ Gegen den Hamburger SV, den alten Rivalen und größten Konkurrenten im Norden. Die Club-Spieler hätten wohl „das Gruseln vor dem HSVler verlernt“, analysierte der Kicker. „Nürnberg siegte, wie es wollte.“ Und mit besonderem Lob wurde der Debütant erwähnt: „Der neue Sturmführer Schmitt weiß ganz genau, wie er die ausgekochten Flügel zu bedienen hat.“
Der Nürnberger konnte gleich in seiner ersten Saison; 1926/27, mit dem 1. FC Nürnberg die deutsche Meisterschaft feiern. Nach dem Gewinn der süddeutschen Meisterschaft debütierte Seppl Schmitt bei einem 5:1-Erfolg am 8. Mai 1927 in Fürth gegen den Chemnitzer BC in der Endrunde um die deutsche Meisterschaft. Als Mittelstürmer erzielte er an der Seite von etablierten Spielern wie Heinrich Stuhlfauth, Luitpold Popp, Hans Kalb, Hans Schmidt, Wolfgang Strobel, Ludwig Wieder und Heiner Träg drei Tore. Auf Vereinsebene konnte er noch 1936 seinen zweiten Meistertitel erringen, als der Club mit 2:1 nach Verlängerung gegen Fortuna Düsseldorf gewann. Ein Jahr später stand der 1. FC Nürnberg wieder im Finale, verlor jedoch gegen den FC Schalke 04 mit 0:2, was auch daran lag, dass der Club die letzte halbe Stunde mit 10 Spielern auskommen musste, da Schmitt wegen Nachtretens des Feldes verwiesen wurde. 1935 holte er zudem mit Nürnberg den Deutschen Pokal. Unter den ungarischen Trainern Jenő Konrád (1930–32) und Alfred Schaffer (1933–35) reifte Seppl Schmitt zum Spielmacher und Mannschaftskapitän der Club-Mannschaften der 1930er-Jahre. Als überlegener Stratege war er eine Schlüsselfigur im neu erwachten Nürnberger Flachpass-Ballett.
Er wird in der Club-Statistik mit 605 Spielen im Club-Dress aufgelistet. Alleine in den Endrunden um die deutsche Meisterschaft lief der Offensivdirigent von 1927 bis 1940 in 47 Spielen auf und erzielte dabei 24 Tore. Seine letzten drei Endrundenspiele bestritt Schmitt in der Endrunde 1940 an der Seite von Willi Billmann, Wilhelm Sold, Georg Kennemann und Willi Kund gegen SV Waldhof Mannheim (1:1), Kickers Offenbach (8:0) und Stuttgarter Kickers (0:2).
Seit 1932 war er zusammen mit seinem Bruder Fritz Tabakladenbetreiber am Plärrer, welcher sich nach dem Zweiten Weltkrieg zu einem „Mekka“ des Toto-Lotto entwickelte.
Nach dem Krieg wurde Schmitt Trainer des 1. FC Nürnberg und gewann mit dem Verein 1948 die erste Deutsche Meisterschaft nach Ende des Zweiten Weltkriegs. Das Erfolgsrezept des 1. FCN – Max Morlock erzielte beim Meisterschaftsgewinn in der Oberliga Süd 30 Tore – erklärte Trainer Seppl Schmitt, der frühere Halbstürmer: „Wir spielen kein System. Wir spielen Fußball. Das ist unsere ganze Zauberformel. Weil unsere derzeitigen Mannschafts-Mitglieder Fußball aber auch wirklich zu spielen verstehen, vermögen sie mit Kopf und Beinen zuweilen auch mit halber Kraft zu gewinnen.“

### Auswahlspiele
In seinem zweiten Seniorenjahr wurde der Halb- und Mittelstürmer für den Kader nominiert, der für Deutschland an den Olympischen Spielen 1928 in Amsterdam teilnahm. Für den Angriff waren vorgesehen: Ernst Albrecht, Ludwig Hofmann, Josef Pöttinger, Richard Hofmann, Franz Horn, Josef Hornauer, Ernst Kuzorra, Baptist Reinmann und Seppl Schmitt. Schmitt kam im Turnier in den zwei Spielen gegen die Schweiz (4:0) und Uruguay (1:4) jedoch nicht zum Einsatz. Er feierte sein Länderspieldebüt in den ersten zwei Länderspielen nach der Olympiade, im September gegen Dänemark und Norwegen. In Nürnberg lief er am 16. September bei einem 2:1-Sieg gegen Dänemark als Mittelstürmer an der Seite von Clubkamerad Reinmann, Horn, Pöttinger und L. Hofmann auf. Eine Woche danach, am 23. September, kam er unter Reichstrainer Otto Nerz in Oslo gegen Norwegen (2:0) zu seinem zweiten Einsatz in der DFB-Elf.
Der Mittelstürmer erzielte in der 17. Minute die 1:0-Führung der deutschen Mannschaft.
Weitere Länderspiele waren ihm jedoch nicht vergönnt, obwohl der Nürnberger Sturmführer noch einige Male dem Länderspielkader angehörte.
Im Juli 1934 zog er mit der Gauauswahl von Bayern im Kampfspielpokal mit Erfolgen über Württemberg (4:1), Nordhessen (5:1) und Nordmark (2:1) in das Endspiel am 29. Juli in Nürnberg gegen die Südwest-Auswahl ein. Mit der Angriffsformation Ernst Lehner (Schwaben Augsburg) und den vier Club-Spielern Max Eiberger, Georg Friedel, Seppl Schmitt und Willi Kund verlor Bayern das Finale mit 3:5. In allen Spielen hatte Schmitt als linker Verbinder die Fäden im Bayern-Angriff gezogen.